# Wojenna narzeczona
Wojenna narzeczona (ang. Bride of War) – polsko-brytyjski serial telewizyjny, zrealizowany na podstawie autentycznego pamiętnika walijskiego żołnierza Johna Elwyna Jonesa.

## Fabuła
Młody Walijczyk John Elwyn Jones, służy w armii brytyjskiej w czasie kampanii francuskiej w 1940 roku. Wzięty do niewoli trafia do stalagu. W obozie poznaję piękna Polkę Celinkę, w której się mocno zakochuje...

## Obsada
- Huw Garmon − jako John Elwyn Jones
- Anna Wójcikiewicz-Bukowska − jako Celinka
- Edyta Olszówka − jako Stasia
- Paweł Wilczak − jako Janek
- Rhys Richards − jako Thomas
- Jan Jankowski − jako Sven
- Aleksander Kalinowski − jako Lis
- Michał Breitenwald − jako oficer niemiecki
- Jolanta Fraszyńska − jako Ania, kelnerka w restauracji Dąbrowskiego
- Jerzy Łazewski − jako żołnierz francuski
- Ewa Ziętek − jako Niemka w pociągu
- Mirosław Zbrojewicz − jako ukraiński marynarz
- Janusz Bukowski − jako nadzorca niemiecki
- Witold Dębicki − jako pułkownik Kowalski
- Jacek Borkowski − jako adiutant Kowalskiego
- Jarosław Boberek − jako członek oddziału AK
- Edward Żentara − jako ojciec dziewczynek
- Rafał Mohr − jako mężczyzna
- Sławomir Nowak − jako strażnik niemiecki
- Piotr Grabowski − jako policjant
- Borys Jaźnicki